# Paraguarí megye
Paraguarí  egy megye Paraguayban. A fővárosa Paraguarí .

## Földrajz
Az ország déli részén található. Megyeszékhely: Paraguarí 

## Települések
17 szervezeti egységre oszlik:
1. Acahay
2. Caapucú
3. Carapeguá
4. Escobar
5. General Bernardino Caballero
6. La Colmena
7. Mbuyapey
8. Paraguarí
9. Pirayú
10. Quiíndy
11. Quyquyhó
12. San Roque González de Santa Cruz
13. Sapucaí
14. Tebicuarymí
15. Yaguarón
16. Ybycuí
17. Ybytimí

## Népesség
| 2022 | 199 430 |